# Аум Сінрікьо
Аум Сінрікьо (яп. オウム真理教) — японська релігійна секта. Вона була заснована в 1987 році японцем Сьоко Асахара. Доктринально поєднувала християнство та буддизм. Секта стала відомою після заринової атаки у токійському метро в 1995 році. Назва «Аум Сінрікьо» походить від санскритського слова АУМ, що означає «всесвіт».

## Історія
Секту заснував сліпий аптекар Сьоко Асахара. Спочатку це була компанія, що продавала предмети культу. Проте з 1986 року організація стала набувати релігійних рис. У 1987 році вона отримала назву Аум Сінрікьо і створила багато філій по всій Японії.
Згодом мирна організація трансформувалася та стала злочинною сектою.
Відомість у всьому світі вона набула після здійснення теракту в токійському метро 20 березня 1995 року із використанням самотужки виготовленої бойової отруйної речовини нервово-паралітичної дії зарин. Загинуло 12 осіб, тисячі постраждали. Сьоко Асахара був схоплений та засуджений до страти. Вирок виконано 6 липня 2018 року. Сьоко Асахару, чиє справжнє ім'я Тідзуо Мацумото, стратили через повішення.

## Теперішній час
У цей час секта належить до переліку терористичних організацій. Число сектантів не перевищує 1000 осіб у всьому світі.